# لیو گولیانگ
لیو گولیانگ (انگلیسی: Liu Guoliang؛ زادهٔ ۱۰ ژانویهٔ ۱۹۷۶) یک بازیکن تنیس روی میز اهل جمهوری خلق چین است. 
وی در مسابقات کشوری و بین‌المللی در مجموع برنده ۱۰ مدال طلا، ۵ مدال نقره، ۴ مدال برنز شده‌است.